# Hasim Rahman
Hasim Rahman (ur. 7 listopada 1972 w Baltimore) – amerykański bokser, były niekwestionowany mistrz świata wagi ciężkiej.

## Kariera zawodowa
Rozpoczął swoją zawodową karierę w wieku 22 lat, mając za sobą jedynie 10 walk amatorskich (7 z nich wygrał). Jedenaście z pierwszych dwunastu profesjonalnych walk zakończył przed czasem.
W 1996 zwyciężył na punkty z Rossem Purrity i z byłym mistrzem świata Trevorem Berbickiem. W listopadzie 1997 pokonał Obeda Sullivana.
W 1998 stoczył z Davidem Tuą pojedynek eliminacyjny przed walką o mistrzostwo świata organizacji IBF. Rahman dominował przez całą walkę, ale po gongu kończącym dziewiątą rundę został uderzony przez boksera z Samoa. Cios był zadany wbrew regułom, więc zgodnie z regulaminem Amerykanin powinien dostać odpowiedni czas na dojście do siebie. Jednak sędzia nakazał mu od razu przystąpić do dalszej walki w dziesiątej rundzie, co bardzo szybko wykorzystał Tua i w konsekwencji wygrał pojedynek przez techniczny nokaut.
W następnym roku, po dwóch łatwo wygranych walkach, zmierzył się z Olegiem Maskajewem. W ósmej rundzie Rosjanin zaskoczył Rahmana, zadając silny cios prawą ręką, po którym Amerykanin wypadł z ringu i znalazł się na stole sędziowskim.
Po tej walce Rahman spadł na niższe pozycje w rankingach organizacji bokserskich, jednak szybko zaczął się z powrotem piąć w górę, wygrywając trzy kolejne walki, w tym z Corrie Sandersem, przyszłym mistrzem świata organizacji WBO. W konsekwencji w kwietniu 2001 dostał szansę walki z Lennoxem Lewisem. Stawką był tytuł mistrza świata organizacji WBC, IBF oraz IBO. Brytyjczyk był zdecydowanym faworytem tego pojedynku, jednak Rahman sprawił ogromną niespodziankę, nokautując go w piątej rundzie jednym silnym ciosem.
Lewis zażądał natychmiastowego rewanżu (taką możliwość dawała mu odpowiednia klauzula zapisana w kontrakcie przed pierwszą walką). Rahman chciał najpierw zmierzyć się z jakimś innym bokserem, a dopiero później stoczyć walkę z Brytyjczykiem. Sprawa trafiła do sądu, który przyznał rację Lewisowi. Pojedynek rewanżowy odbył się 17 listopada 2001. Lewis, bardzo zmotywowany, nie dał Rahmanowi szans, nokautując go prawym sierpowym już w czwartej rundzie.
W kolejnej walce, jedynej w 2002, Rahman zmierzył się z Evanderem Holyfieldem. Była to walka eliminacyjna przed pojedynkiem o mistrzostwo świata organizacji WBA. Pojedynek skończył się techniczną decyzją na niekorzyść Rahmana po tym, jak sędzia przerwał walkę w związku z pojawieniem się na jego czole, w wyniku zderzenia głowami, nienaturalnie dużego guza (wielkości piłki tenisowej).
Następny rok to dwie kolejne nieudane walki – remis w drugim pojedynku z Davidem Tuą oraz porażka na punkty z Johnem Ruizem w walce o pas mistrzowski organizacji WBA.
Kilka kolejnych pojedynków to zwycięstwa nad mniej klasowymi pięściarzami. Jednak w listopadzie 2004 wygrał przez techniczny nokaut w czwartej rundzie z Kali Meehanem. Była to walka eliminacyjna organizacji IBF, WBA i WBC.
Po tej walce organizacja WBC nakazała swojemu mistrzowi, Witalijowi Kłyczce, stoczenie pojedynku mistrzowskiego właśnie z Rahmanem. Pierwotnie walka zaplanowana była na kwiecień 2005, jednak z powodu przewlekłych kontuzji Ukraińca była trzy razy przekładana. Ostatecznie Amerykanin, zniechęcony oczekiwaniem na Kliczkę, stoczył walkę z Monte Barrettem o "tymczasowy" tytuł mistrza świata WBC i wygrał ją na punkty po nieciekawym pojedynku.
Tymczasowy tytuł mistrzowski oznaczał obowiązek walki z dotychczasowym mistrzem, Witalijem Kłyczko, jak tylko dojdzie on do pełnej sprawności. Jednak po kolejnym urazie Ukraińca WBC odebrała mu tytuł i przyznała go Rahmanowi.
W międzyczasie Rahman pokłócił się ze swoim promotorem, Donem Kingiem (sprawa zakończyła się w sądzie, który rozwiązał kontrakt między nimi). Wpadł też w kłopoty finansowe (ogłosił bankructwo). W marcu 2006 obronił pas mistrzowski, zdołał jednak jedynie zremisować w pojedynku z Jamesem Toneyem.
Rahman stracił tytuł mistrza świata w sierpniu 2006, w swojej drugiej obronie. Jego przeciwnikiem był Oleg Maskajew. Mimo wyrównanej walki Amerykanin przegrał przez techniczny nokaut w dwunastej, ostatniej rundzie.
Rahman powrócił na ring w 2007, wygrywając kolejno cztery walki. 14 czerwca pokonał jednogłośnie na punkty Taurusa Sykesa. Trzy miesiące później pokonał przez techniczny nokaut w drugiej rundzie Dicky Ryana. W październiku już w pierwszej rundzie zakończył pojedynek z Cerrone Foxem, a niecały miesiąc później pokonał przez techniczny nokaut w ostatniej, dziesiątej rundzie Zuri Lawrence'a.
16 lipca 2008 ponownie zmierzył się z Jamesem Toneyem. Rahman przegrał walkę przez techniczny nokaut w trzeciej rundzie – po przypadkowym zderzeniu głowami doznał dużego rozcięcia skóry nad lewym okiem, a duża ilość krwi spływająca do jego oka spowodowała zaburzenia w widzeniu, w związku z czym walka została przerwana. Później ogłoszono, że walka została uznana za nieodbytą (no contest). Pięć miesięcy później zmierzył się z Wołodymyrem Kłyczką w walce o tytuły mistrza świata IBF i WBO, jednak przegrał przez techniczny nokaut w siódmej rundzie. Przez całą walkę Kłyczko miał zdecydowaną przewagę.
26 marca 2010 po raz kolejny powrócił do uprawiania boksu, pokonując już w pierwszej rundzie słabego Clintona Boldridge'a (z dwudziestu pięciu stoczonych walk wygrał zaledwie dziewięć). Niecałe trzy miesiące później pokonał przez techniczny nokaut w czwartej rundzie Shannona Millera. Po dwóch kolejnych zwycięstwach nad Damonem Reedem oraz Marcusem McGee 11 czerwca 2011 pokonał przez techniczny nokaut w rundzie szóstej Galena Browna. Do momentu przerwania pojedynku Brown był czterokrotnie liczony.